# Gaël Duval

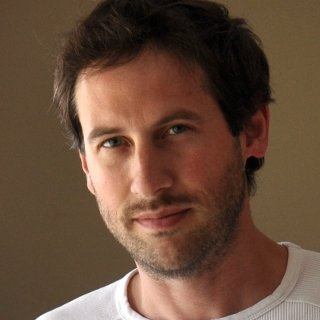
Gaël Duval

Gaël Duval (1973) è un informatico e blogger francese.

## Biografia
Gaël Duval, nato nel 1973, si è laureato all'università di Caen in Francia, dove ha studiato le reti e documentary applications.
Nel luglio 1998, ha creato Mandrake Linux, una distribuzione Linux in origine basata su  Red Hat Linux (versione 5.1) e KDE (versione 1.0). È stato inoltre il cofondatore di MandrakeSoft insieme a Jacques Le Marois.
Duval è stato responsabile della comunicazione nel team del management di Mandriva fino a marzo 2006.
Da allora si è dedicato al suo nuovo progetto, Ulteo nato dalla voglia di rendere ancora più semplice l'utilizzo dei computer in genere e delle distribuzioni Linux in particolare.
Nel novembre 2017, ha creato /e/ (conosciuta precedentemente come Eelo), una distribuzione Android basata su LineageOS, mirata principalmente alla privacy.